# Морец (Самарская область)
Морец — посёлок в Большеглушицком районе Самарской области в составе сельского поселения Большая Глушица.

## География
Находится в долине реки Большой Иргиз у озера Морец на расстоянии примерно 8 километров по прямой на западо-северо-запад от районного центра села Большая Глушица.

## Население
Постоянное население составляло 11 человек (русские 91 %) в 2002 году, 14 в 2010 году.